# Howard Wolowitz
Howard Joel Wolowitz est un personnage de fiction de la série télévisée américaine The Big Bang Theory, diffusée depuis 2007 sur le réseau CBS ; il est joué par l'acteur américain Simon Helberg. Son nom est inspiré de celui d'un programmeur connu du cocréateur de la série, Bill Prady.

## Présentation
À 27 ans, Wolowitz vit toujours chez sa mère, caricature de la mère juive, à Pasadena, en Californie, même s'il le nie constamment. On peut dans plusieurs épisodes entendre celle-ci crier dans la maison, bien qu'elle n'apparaisse jamais (sauf à plusieurs instants lors de l'épisode 15 de la sixième saison). Wolowitz dort aussi dans une chambre très « kitsch » et s'habille en général avec des couleurs vives et des pantalons slim, dans le style des années 1960.
Son meilleur ami est Raj et tous deux vont régulièrement rencontrer leurs amis Leonard Hofstadter et Sheldon Cooper à leur appartement. Pour plaisanter, Wolowitz a dit qu'ils venaient les voir parce qu'ils aimaient Leonard, et non Sheldon. Comme son ami Raj, Wolowitz imite des voix, dont la voix forte de sa mère. Il est allergique aux arachides et souffre d'arythmie cardiaque. Contrairement à tous ses amis docteurs, il est le seul à ne posséder qu'une maîtrise (qu'il a obtenue au MIT). Cette « infériorité » fait souvent de lui le souffre-douleur de Sheldon.
Wolowitz est ingénieur physicien en aérospatiale au département de physique appliquée de Caltech. Son travail consiste en général à réparer des satellites en orbite autour de la Terre. Il a participé au projet Mars Rover, et une de ses erreurs conduira à la découverte (fictive) qu'il y a eu de la vie sur Mars. Il n'en retirera cependant aucun bénéfice. Il a aussi créé un satellite en orbite autour d'une des lunes de Jupiter. Plus tard, il est aussi responsable du dysfonctionnement de « toilettes spatiales » dans une station en orbite. Il prend ainsi souvent le rôle de chef d'expériences et de projets idiots, comme construire un robot tueur, ou faire rebondir du liquide non-newtonien sur une enceinte, ou encore donner un contrôle public sur internet de la lumière de l'appartement de Leonard et Sheldon. Il aime aussi les gadgets technologiques comme un téléphone à reconnaissance vocale. Comme ses amis, c'est un nerd qui est passionné par les figurines de super héros et les comics. Pour Sheldon, il joue très bien le Maître du Donjon lorsqu'il remplace Leonard dans un épisode lors d'une soirée Donjons et Dragons.
Wolowitz se décrit comme romantique avec les femmes, mais il est en fait obsédé par les femmes et le sexe et est, selon les mots de Penny, « dégoûtant ». Il croit être un très grand séducteur, et c'est une de ses activités récurrentes. Cependant, on apprend que Leslie Winkle n'est que sa cinquième partenaire sexuelle, du moins gratuitement. Il est en effet le plus souvent repoussé, même s'il le cache, jusqu'à ce qu'une remarque de Penny le blesse réellement. Après que tous deux aient clarifié leur relation, son comportement redevient « normal ». C'est d'ailleurs grâce à Penny qu'il a sa première relation durable, avec Bernadette, une collègue serveuse de Penny qu'il épouse à l'issue de la saison 5.
Sa méthode de drague est plus ou moins une caricature de celle de la communauté américaine de séduction : il fait des tours de magie, met des vêtements flashy (« peacocking »), apprend des phrases d'accroche et « negs » par cœur, et compte beaucoup sur l'alcool pour parvenir à ses fins. Lors de son premier contact avec Penny, il avoue connaître sept langues, en plus de la langue des signes. Wolowitz connaît le français, le mandarin (il est cependant jugé par un serveur chinois comme étant un « petit homme ennuyeux qui pense connaître le mandarin », laissant supposer son niveau réel), le russe, l'arabe, le persan, le klingon, et évidemment l'anglais. Le fait qu'il connaît la langue des signes est bel et bien prouvé lorsqu'il traduit les mots d'une femme malentendante qui sortait avec son ami Raj, lui qui refuse de parler aux femmes. 
Régulièrement, on peut voir Wolowitz porter des boucles de ceinture plutôt inhabituelles — avec un contrôleur NES, le symbole de Batman, un disque 45 tours, un communicateur klingon… 
On peut remarquer qu'il possède de nombreuses similitudes avec le personnage de Seth, dans la série Joey, interprété par le même acteur, telles que sa nature nerd, ou encore son ami d'origine indienne.
Durant la huitième saison, il apprend qu'il a un demi-frère, Josh, étudiant l'océanographie.